# Крюковская (Вытегорский район)
Крюковская — деревня в Вытегорском районе Вологодской области.
Входит в состав Саминского сельского поселения, с точки зрения административно-территориального деления — в Саминский сельсовет.
Расположена на правом берегу реки Самина, на трассе А119. Расстояние до районного центра Вытегры по автодороге — 45 км, до центра муниципального образования посёлка Октябрьский  по прямой — 4 км. Ближайшие населённые пункты — Анциферово, Берег, Загородская, Лахново, Саминский Погост, Силово, Титово.
По переписи 2002 года население — 14 человек.